# Військовий уряд США на Філіппінських островах
Військовий уряд США на Філіппінських островах було встановлено 14 серпня 1898 року, через день після захоплення Маніли. Генерал Веслі Меррітт виконував обов'язки військового губернатора. Під час військового правління, військові сили керувалися президентом США як головнокомандувачем американських Збройних сил.
Мерріта змінив генерал Елвелл Стефен Отіс, а 1900 — генерал Макартур. Генерал-майор Адна Чаффі був останнім військовим губернатором. Посада була скасована в липні 1902 року, після чого цивільний генерал-губернатор став головою виконавчої влади на Філіппінах.
Цього часу було запроваджено шкільну систему за американським зразком — спочатку солдати були викладачами. Відновлено цивільний та кримінальний суди, зокрема верховний суд. В містах та провінціях створені органи місцевого самоврядування. Проводилися місцеві вибори.
Військовий уряд на Філіппінах змінив Острівний уряд Філіппінських островів.